# Gjelosh Lulashi
Gjelosh Lulashi (ur. 2 września 1925 we wsi Ndreaj, okręg Szkodra, zm. 4 marca 1946 w Szkodrze) – albański żołnierz, błogosławiony Kościoła katolickiego.

## Życiorys
Syn bajraktara (wodza plemiennego) Lulasha i Miry. Uczył się w szkole prowadzonej przez Franciszkanów, a następnie w Seminarium Papieskim w Szkodrze. W czasie odbywania służby wojskowej pracował w szpitalu wojskowym w Szkodrze. W tym czasie związał się z antykomunistyczną organizacją Bashkimi Shqiptar (Związek Albański). 3 grudnia 1945 został aresztowany przez funkcjonariuszy Departamentu Obrony Ludu i poddany torturom. 
22 lutego 1946 skazany przez sąd wojskowy, obradujący na procesie pokazowym w kinie Rozafa na karę śmierci. 4 marca 1946 został rozstrzelany pod murem cmentarza Rrmajt w Szkodrze razem z Danielem Dajanim, Giovannim Faustim i Gjonem Shllaku. Ostatnie słowa Lulashiego przed egzekucją brzmiały: I fali me zemër të gjithe që me kane bër keq. Rrofte Shqipërija (Z serca wybaczam tym, którzy uczynili mi coś złego. Niech żyje Albania).
Lulashi znajduje się w gronie 38 Albańczyków, którzy 5 listopada 2016 w Szkodrze zostali ogłoszeni błogosławionymi i jedną z czterech osób świeckich w tym gronie. Beatyfikacja ofiar komunizmu, którzy zginęli "in odium fidei" została zaaprobowana przez papieża Franciszka 26 kwietnia 2016.